# Habrotrocha tripus
Habrotrocha tripus is een raderdiertjessoort uit de familie Habrotrochidae. De wetenschappelijke naam van deze soort is voor het eerst geldig gepubliceerd in 1907 door Murray.